# 加爾維斯頓 (印地安納州)
加爾維斯頓（英語：Galveston）是一個位於美國印地安納州卡斯縣的城鎮。

## 地理
加爾維斯頓的座標為40°34′39″N 86°11′29″W / 40.57750°N 86.19139°W，而該地的平均海拔高度為244米（即801英尺）。

## 人口
根據2010年美國人口普查的數據，加爾維斯頓的面積為1.36平方千米，當中陸地面積為1.36平方千米，而水域面積為0.00平方千米。當地共有人口1311人，而人口密度為每平方千米964人。